# Alessandro Besozzi
Pour les articles homonymes, voir Besozzi.
Alessandro Besozzi (né le 22 juillet 1702 à Parme – mort le 26 juillet 1793 à Turin) est un compositeur italien et hautboïste virtuose du XVIIIe siècle.

## Biographie
Alessandro Besozzi a vécu à la cour de Charles-Emmanuel III de Sardaigne à Turin et a joué des concerts dans différentes villes d'Europe avec ses frères Antonio et Girolamo. Il a écrit de nombreux concertos, mais seul l'un d'eux a été publié de son vivant. Besozzi est également l'auteur d'une centaine d'œuvres de chambre, composé de divers groupes d'instruments. Il avait beaucoup d'étudiants qui sont devenus célèbres musiciens, comme Johann Christian Fischer et Georg Druschetzky (1745-1819).

## Œuvres
- Six sonates en trio pour flûte, alto & BC (Londres, 1747)
- 12 sonates pour deux hautbois (composées avec son frère Gerolamo)
- Six pièces pour flûte, hautbois et alto, op. 2 (Paris, 1740)
- Six pièces pour flûte, hautbois ou alto & BC, op. 3 (Londres, 1750)
- Six sonates pour 2 altos & BC, op. 4 (Londres, 1760)
- Six sonates pour 2 altos ou 2 flûtes & BC, op. 5 (Londres, 1764)
- Six sonates mises au jour per Canavasse
- Six sonates pour alto solo & BC
- 12 Trio pour 2 flûtes traversières & clavecin
- Sonata a 2 pour hautbois et basse
- Trii delli Sig.ri Fratelli Besuzzi di Torino pour 2 flûtes avec basse
- Sonata a tre pour flûte traversière, alto & basse
- 8 sonates pour 2 altos & violoncelle
- Trio pour 2 altos & basse
- Six Trios pour 2 altos & violoncelle
- Sonata da camera pour 2 altos & basse
- Six sonates pour 2 altos & basse
- Canzonette pour soprano avec basse
- Sonatae à trois pour 2 altos & basse
- Trio pour 2 flûtes traversières ou altos & basse
- Deux sonates da camera
- Six Trios pour 2 altos ou hautbois & basse